# Monophyllorchis microstyloides
Monophyllorchis microstyloides ist eine kleine Orchidee aus Mittel- und Südamerika. Sie zählt zur Gattung Monophyllorchis, die dort mit vier Arten vertreten ist.

## Beschreibung
Monophyllorchis microstyloides ist eine ausdauernde, krautige Pflanze mit schräg nach oben wachsendem Rhizom. Die biegsamen Wurzeln sind fleischig und behaart. Die Sprossachse ist nicht behaart, schlank, im Querschnitt rund, rötlich gefärbt. Der Spross trägt meistens nur ein Laubblatt, selten sind es zwei. Unterhalb des Laubblattes ist der Spross von röhrenförmigen Niederblättern umhüllt. Die Blätter sind nicht gestielt, im Umriss oval bis fast rund, der Blattgrund ist deutlich herzförmig, vorne endet das Blatt spitz. Die Textur der Blätter ist dünn, sie sind längs der zahlreichen Blattadern gefältelt. Die Blattoberseite ist dunkelgrün oder rötlich-grün, gelegentlich mit weißen Flecken oder Streifen versehen, die Blattunterseite ist einheitlich grün.
Der endständige Blütenstand enthält zahlreiche hellgrüne bis weiße Blüten in einer lockeren Traube. Der Blütenstandsstiel ist lang und aufrecht. Die Tragblätter stehen von der Blütenstandsachse ab, sie sind kürzer als der Fruchtknoten. Dieser ist gestielt, keulenförmig und deutlich sechsrippig. Fruchtknoten wie auch die ganze Blüte sind nicht behaart. Die Blütenblätter sind bis auf die Lippe einander annähernd gleich geformt und nicht miteinander verwachsen. Die Petalen sind, anders als die Sepalen, an ihrer Basis deutlich verschmälert. Die seitlichen Sepalen und die Petalen sind etwas asymmetrisch geformt. Die Lippe ist im Umriss oval, an der Basis verschmälert, im vorderen Viertel dreilappig. Die seitlichen Lappen sind nur klein, der mittlere Lappen annähernd rund geformt und am vorderen Rand gewellt. Die Seiten der Lippe sind nach oben geschlagen und umfassen etwas die Säule. Diese ist schlank, nach vorne zu noch schmaler werdend, nicht über die Ansatzstelle am Fruchtknoten hinausragend (ohne Fuß), seitlich dünn geflügelt, auf der Oberseite mit einem längs verlaufenden Kiel versehen. Die Narbe besteht aus einer u-förmigen Fläche. Das Trenngewebe zwischen Narbe und Staubblatt (Rostellum) ist dreieckig und endet stumpf. Das Staubblatt ist gegenüber der Säulenachse etwas herabgebogen, es hängt beweglich an einem kurzen, etwa quadratisch geformten Staubfaden, es fällt bei Entnahme der Pollinien nicht ab. Das Staubblatt enthält vier rote oder rosafarbene Pollinien in zwei Paaren, ihre Konsistenz ist körnig.

## Verbreitung
Monophyllorchis microstyloides ist in Mittelamerika aus Costa Rica und Nicaragua nachgewiesen, in Südamerika gibt es Fundorte in Kolumbien und Ecuador.

## Systematik und botanische Geschichte
Die Gattung Monophyllorchis wurde von Dressler aufgrund äußerlicher Ähnlichkeiten zusammen mit Psilochilus und Triphora in die Tribus Triphoreae gestellt. Neuere genetische Untersuchungen bestätigen diese Verwandtschaft. Innerhalb der Unterfamilie Epidendroideae stellt diese Tribus eine basale Linie dar.
Reichenbach beschrieb die Art erstmals 1886 als Pogonia microstyloides in Flora; oder, (allgemeine) botanische Zeitung Band 69 Seite 547. Schlechter beschrieb 1920 die Gattung Monophyllorchis mit der Art Monophyllorchis colombiana, ohne jedoch Reichenbachs Pogonia microstyloides ebenfalls in die von ihm neu aufgestellte Gattung zu stellen. Dies tat erst Garay 1962 in Caldasia. Boletin del Instituto de Ciencias Naturales de la Universidad Nacional de Colombia Band 8, Seite 517, er beschrieb mit Monophyllorchis maculata 1978 noch eine dritte Art in dieser Gattung. 
Der Genusname leitet sich aus dem griechischen μόνος monos für „allein, einzeln“ und φύλλον  phyllon für „Blatt“ ab; das Art-Epitheton nimmt Bezug auf die Ähnlichkeit der Blüten mit denen der Gattung Microstylis. Microstylis wird als Synonym von Malaxis betrachtet.

## Verwandte Arten
Zur Gattung Monophyllorchis gehören heute vier Arten:
- Monophyllorchis chocoensis Szlach., S.Nowak & Baranow: Sie kommt in Kolumbien vor.[1]
- Monophyllorchis idroboi Szlach., S.Nowak & Baranow: Sie kommt in Kolumbien vor.[1]
- Monophyllorchis isthmica Kolan.: Sie kommt in Panama vor.[1]
- Monophyllorchis microstyloides (Rchb.f.) Garay: Sie kommt von Nicaragua bis Ecuador vor.[1]

## Weiterführendes
- Liste der Orchideengattungen
- Photo von Monophyllorchis